# Eddy Villaraga
Eddy Villaraga, né le 9 septembre 1969 à Bogota (Colombie), est un footballeur colombien, qui évoluait au poste de gardien de but à Millonarios, à l'Independiente Medellín, au Deportes Tolima et à l'Atlético Huila ainsi qu'en équipe de Colombie.
Villaraga obtient deux sélections avec l'équipe de Colombie en 1992.

## Carrière de joueur

### Clubs
- 1990-1991 : Millonarios
- 1992 : Independiente Medellín
- 1993-1997 : Millonarios
- 1998-2004 : Deportes Tolima
- 1997-1998 : Atlético Huila

### Palmarès

#### En équipe nationale
- 2 sélections et 0 but avec l'équipe de Colombie en 1992

#### Avec le Deportes Tolima
- Vainqueur du Championnat de Colombie en 2003 (Tournoi de clôture)